# Imigongo

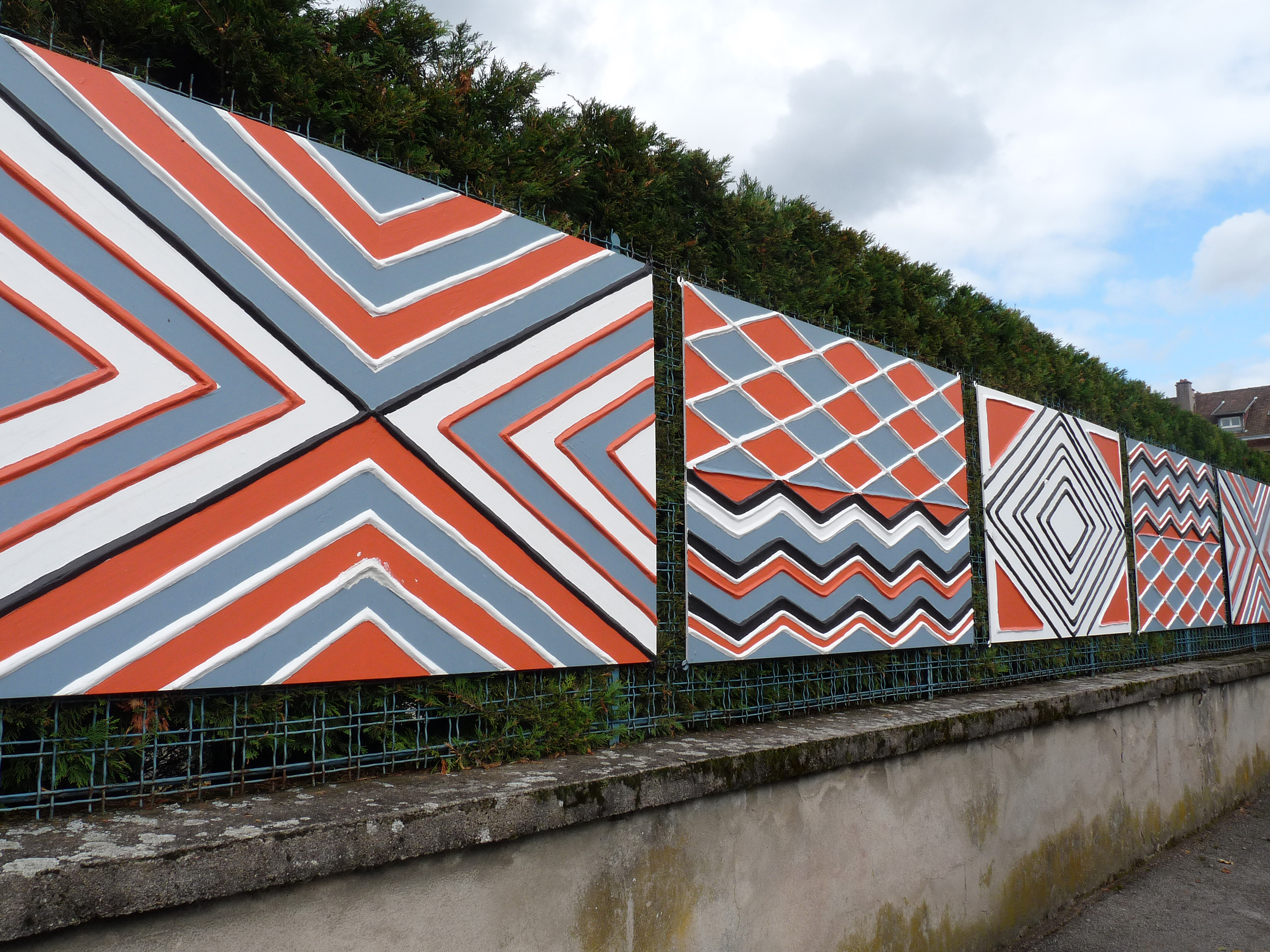
Instal·lació de panells imgongo a Saint-Dié-des-Vosges, pel Festival Internacional de Geografia (2011)

L'art Imigongo és un art decoratiu tradicional de Ruanda, consstituït per panells pintats amb patrons geomètrics colorits o en blanc i negre. El material de base que permet obtenir un efecte de relleu amb arestes sortints és fem de vedella. Els motius abstractes que recorren tot l'interior dels habitatges també apareixen a la cistelleria, fusta, ceràmica i alguns adorns de Ruanda.

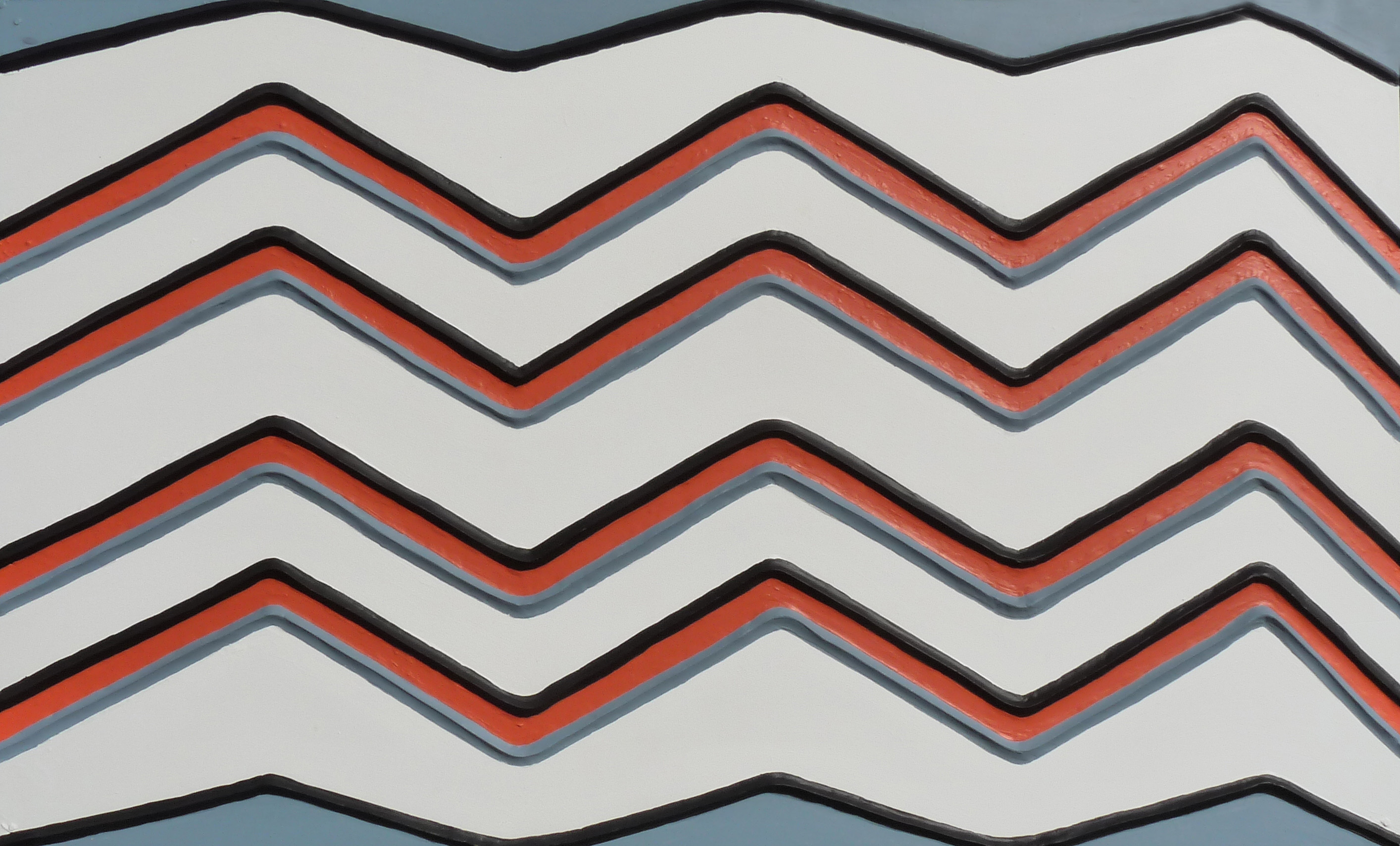
Disseny tradicional imigongo

Tradicionalment realitzat per dones, l'art Imigongo és típic de la regió sud-est, prop de Tanzània.

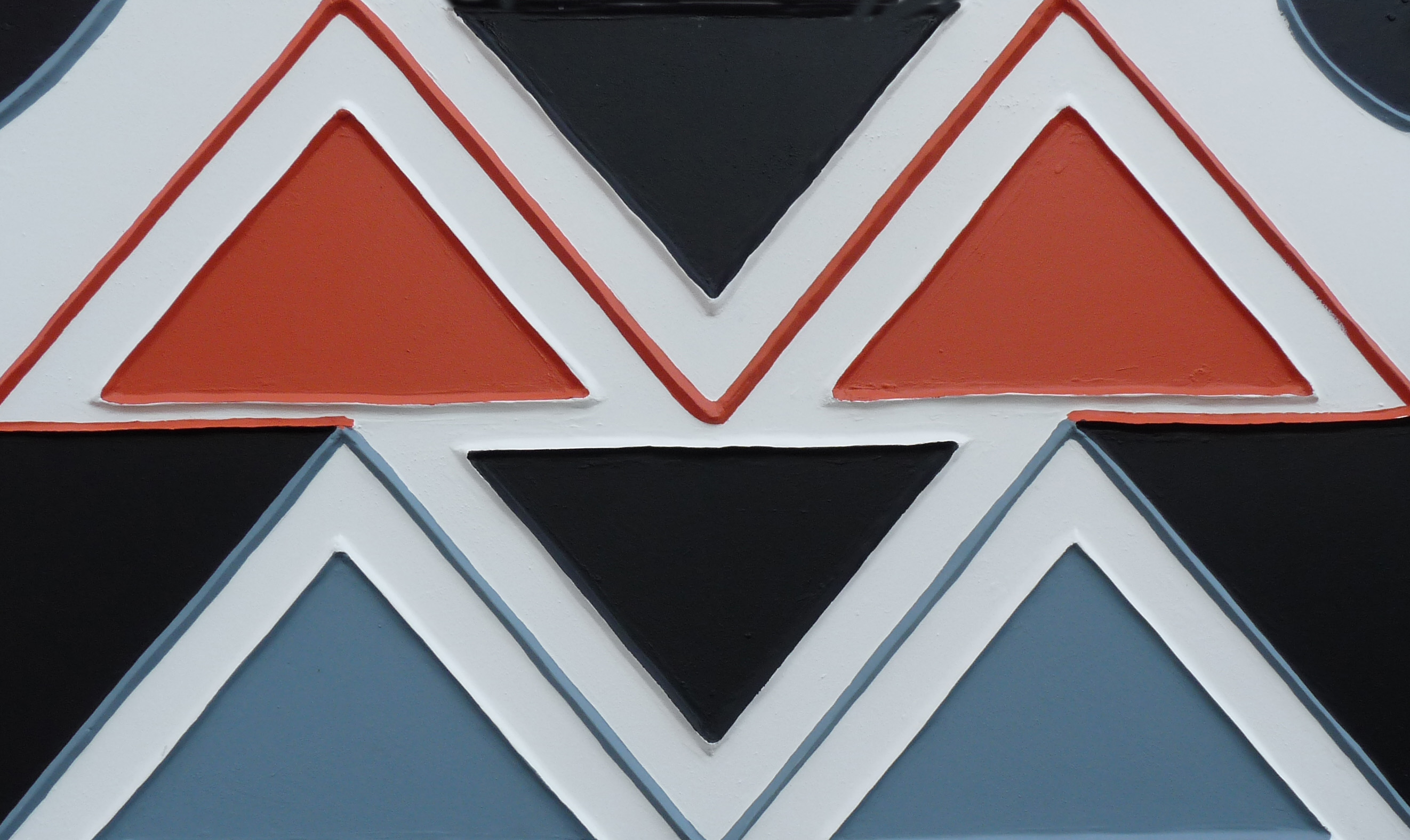
Disseny tradicional imigongo

## Etimologia
Imigongo és el plural de umugongo que significa «esquena» en kinyarwanda, la llengua nacional. Aquest terme pot referir-se a l'esquena d'una persona, animal, objecte, o la cresta d'un turó o el turó mateix.

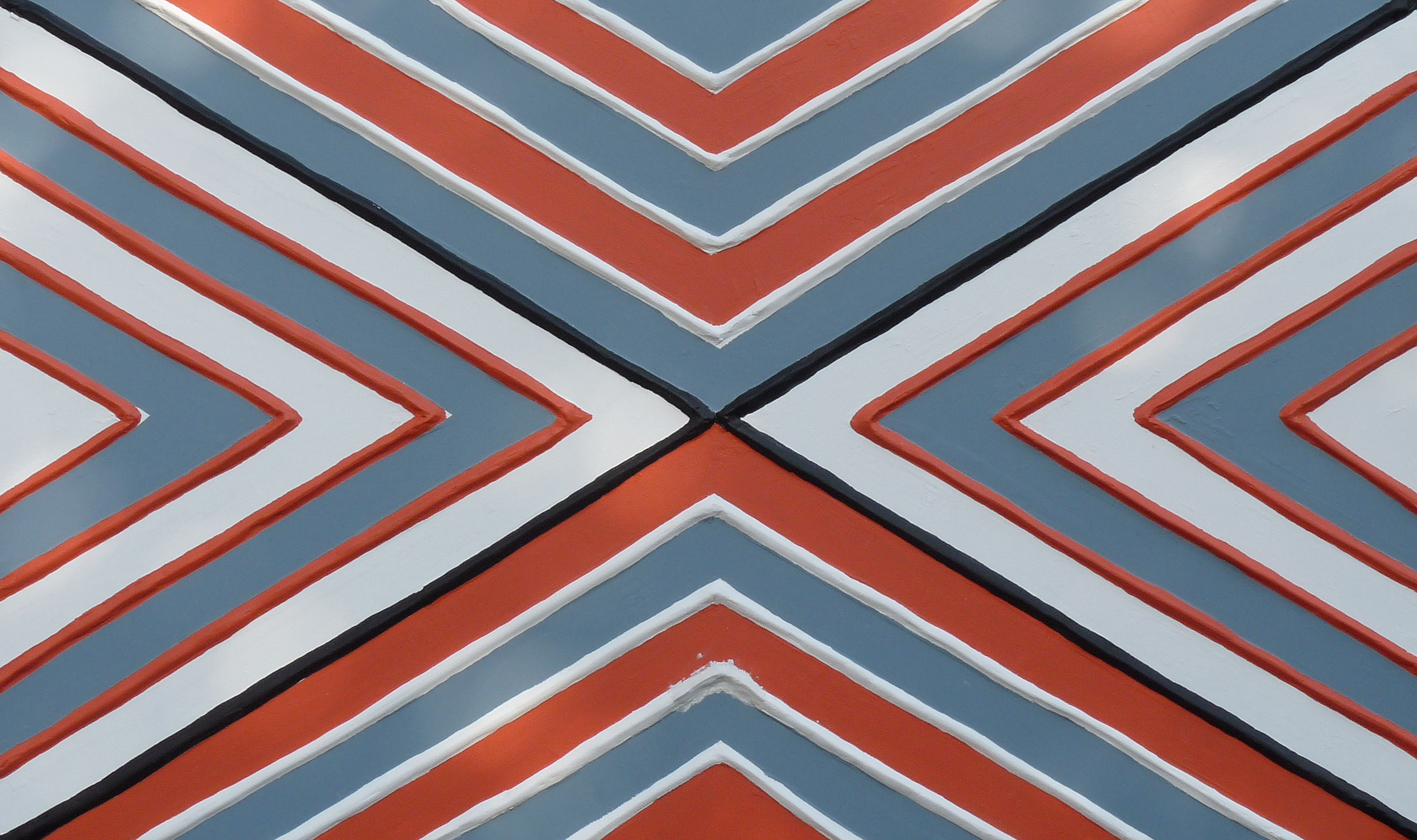
Disseny tradicional imigongo

## Història
D'acord amb el matemàtic de Lieja Georges Celis, aquesta pràctica es remunta a tres-cents anys. Aparegut en una regió aïllada, no seria el resultat d'un intercanvi amb altres cultures. La tradició oral atribueix el seu origen al rei Kakira ka Kimeyi, llegendari per la seva neteja i l'abstracció amorosa. Els patrons observats són el resultat de combinacions d'algunes construccions simètriques elemental: diamants, paral·lelograms, quadrats o espirals.
Transmesa oralment de generació en generació per dones, aquest art estava en perill després del genocidi ruandès de 1994 a Ruanda: moltes cases decorades havien estat destruïdes i moltes dones amb tradició havien perdut la vida durant el conflicte.
No obstant això, des de 1997, i especialment després de 2001, algunes vídues supervivents es van mobilitzar per reactivar aquest art, especialment en el marc de l'Associació Kakira, a Kavuzo, a Rusumo districte de Kirehe. Les seves produccions es venen ara a Kigali i a l'estranger.
Han sorgit nous patrons, no necessàriament abstractes.

## Tècnica
Les dones primer segueixen els ramats per collir el fems que és el material bàsic. Als turons busquen el sòl que proporcionarà els pigments necessaris: blanc, vermell marró, gris perla i groc beix. A més d'aquests colors d'origen mineral, s'obté negre a partir de la maceració d'un suc de fulles d'aloe (igikakarubamba) barrejat amb orina de vaca.
Les dones dibuixen patrons geomètrics en un tauler de fusta, després elaboren una pasta amb fem, cendres i orina. Aquest es dibuixa seguint el patró, formant cims i solcs. Després de suavitzar-la i assecar-la, primer s'aplica un revestiment de color groc-beix i després els colors mateixos.